# Hammaptera improbaria
Hammaptera improbaria là một loài bướm đêm trong họ Geometridae.